# Rhipidomys couesi
Rhipidomys couesi (Ріпідоміс Куеса) — вид гризунів з родини Хом'якові (Cricetidae).

## Етимологія
Вид названий на честь д-ра Елліота Куеса (1842— 1899), американського військового хірурга, історика, орнітолога і письменника.

## Морфологія
Середня вага дорослої особини: 89 гр. 

## Проживання
Країни проживання: Колумбія; Тринідад і Тобаго; Венесуела. Зустрічається від 10 до 1500 м у Венесуелі. Цей вид веде нічний спосіб життя, він деревний і знаходиться в зрілих і вторинних низовинних і нижньогірських вологих лісах.

## Загрози та охорона
Здається, немає серйозних загроз для цього виду. Зустрічається в кількох охоронних територіях у всьому діапазоні поширення.